# فوکوروکوجو (درخت)
فوکوروکوجو (به ژاپنی: 福禄寿 フクロクジュ fukurokuju) (نام علمی: Cerasus lannesiana 'Controrta' Miyoshi) بر اساس کتاب ساکورای ژاپن نام یک نوع درخت ساکورای باغی است. کاشت آن از دوره میجی در پشته آراکاوا آغاز شده‌است. در حال حاضر بیشتر در منطقهٔ کانتو کاشته می‌شود. برگ‌های آن کمی دیرتر از شکوفهٔ آن سبز می‌شود. گل آن دیرتر از انواع دیگر ساکورا شکوفا می‌شود.

## ویژگی گل
- تعداد گلبرگ: ۱۵–۲۰ عدد
- رنگ:صورتی مایل به قرمز
- قطر گل: ۴٫۴ تا ۵٫۲ سانتیمتر
- زمان گل دهی:اواخر ماه آوریل
- مکان نمونه:باغ گیاه‌شناسی جنگل تاما

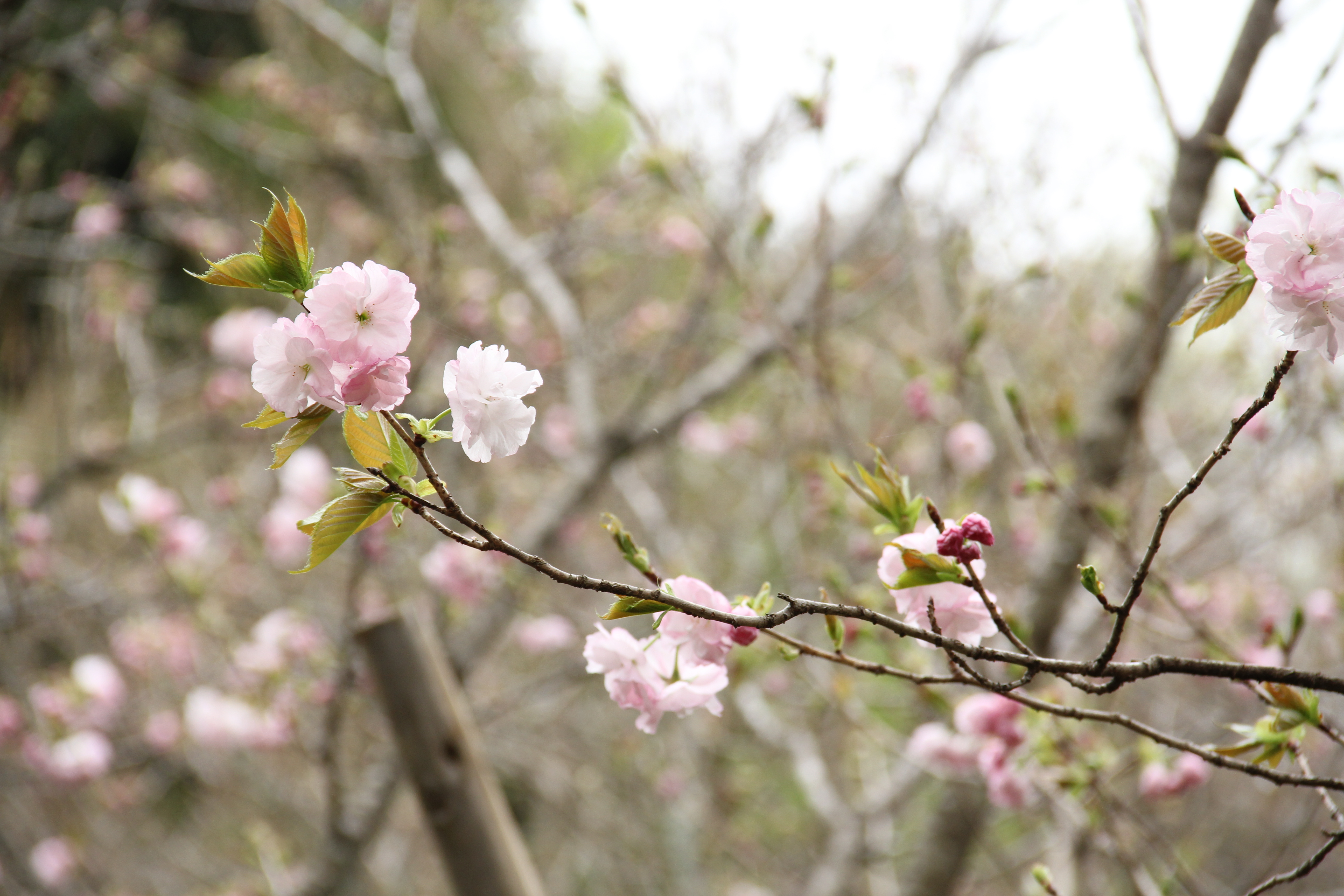
شکوفه‌های فوکوروکوجو در باغ گیاه‌شناسی جنگل تاما